# Paso de Bolán
El paso Bolán (en urdu: درہ بولان‎ Dharaa Bolān) es un paso de montaña a través del Toba Kakar al oeste de Pakistán, a 120 kilómetros de la frontera con Afghanistán.
Tiene unos 40 km de longitud y se encuentra a 1793 m s. n. m. Su ubicación estratégica lo convirtió en la puerta de entrada y salida del sur de Asia, que durante miles de años utilizaron tribus nómadas, mercaderes e invasores.
En 1837 los británicos tomaron seriamente una invasión rusa al sur de Asia a través del Paso de Bolán y del Paso Khyber (a 400 km al noreste de Bolán), por lo que enviaron tropas a Kabul para obtener el apoyo del emir Dost Mohammed Khan.
En febrero de 1839, el ejército británico bajo las órdenes de sir John Keane llevó a 12.000 soldados a través del paso Bolán y entró a Kandahar, que los príncipes afganos habían abandonado.
Desde allí atacaron Ghazni y vencieron la guerra.
Sin embargo, el 1 de enero de 1842 unos 16.000 soldados indios y británicos fueron masacrados por guerreros ghalzai (la tribu pastún más populosa de Afganistán) en el Paso Gandamak.
Tradicionalmente, los Brahui de la tribu Kurd estuvieron a cargo de la ley en la zona del paso. Estas tribus todavía viven en la zona de Baluchistán (Pakistán).
En 1877 se fundó la agencia Qüetta del ejército indobritánico que cuidó el interior del paso contra las bandas de ladrones Baluch marauder (principalmente marri).
En 1879, al final de la segunda guerra anglo-afgana, con el Tratado de Gandamak, el paso Bolán cayó bajo control británico. En esa época, la Corona Británica mandó construir el tren Sindh-Pishin, entre Kandahar y Quetta.
El paso Bolán es un paso importante de la frontera Baluch, que conecta Jacobâbâd y Sibi con Qüetta, y que siempre ha ocupado un lugar en la historia de las campañas británicas contra Afganistán.
Desde Sibi la línea férrea corre hacia el suroeste bordeando las colinas de Rindli.
Originalmente seguía el curso del río Bolán hasta su entrada en la llanura. Sin embargo, la acción destructiva de las inundaciones obligaron a abandonar este alineamiento.
Actualmente el tren sigue el valle Mashkaf (que desemboca en las llanuras cerca de Sibi), y que se conecta con el río Mashkaf y entra en el Paso Bolán en Machh.
Se encontró una ruta alternativa entre Sibi y Qüetta en el valle Harnai (al noreste de Sibi) que entra en las montañas en Nari.
La ruta Harnai, aunque es más larga, es la que utiliza el tráfico ordinario. La curva de Bolán se utiliza solo para emergencias.
En el desfiladero de Khundilani (dentro del Paso Bolán), las barrancas tienen más de 200 m; en la curva Sir-i-Bolán, el pasaje solo deja pasar a tres personas a lo ancho.
En verano, la temperatura del paso es altísima, mientras que en invierno, en la zona más cerrada, la velocidad y violencia del viento gélido impide completamente el paso.

## Galería

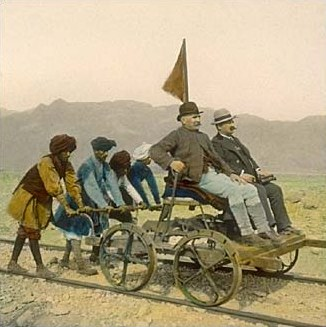
Pangborn en un carro por el Paso de Bolán Beluchistán
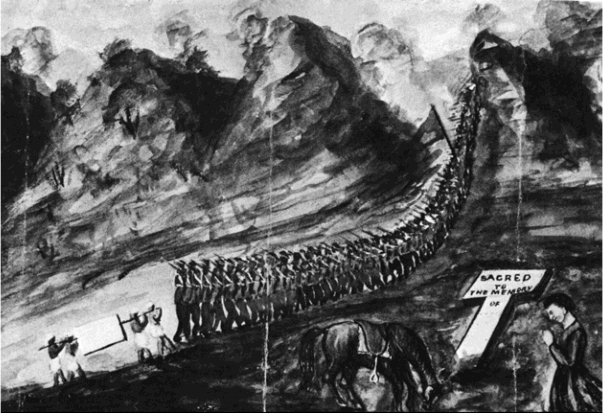
Pintura anónima la desaparición de la Compañía Británica de las Indias en la masacre de la Primera guerra anglo-afgana
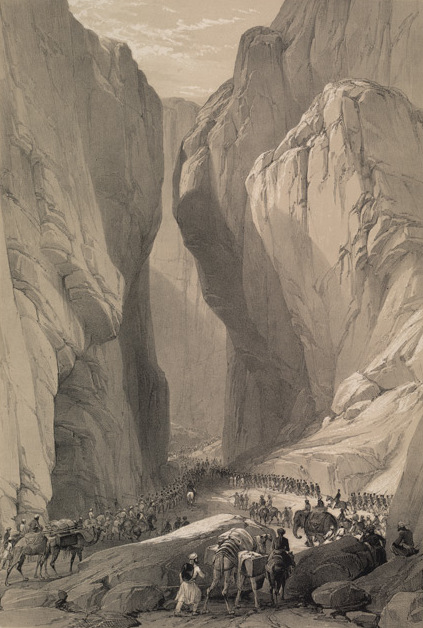
Bolan-Pass en 1839